# Un tueur aux trousses
Pour plus de détails, voir Fiche technique et Distribution.
Un tueur aux trousses (Quicksand) est un thriller franco-américain de John Mackenzie, sorti en 2003.

## Synopsis
Martin Raikes, un banquier américain, se rend à Monaco afin de surveiller une société de production cinématographique soupçonnée d'activités illégales. Puisque des millions de dollars sont en jeu, certains investisseurs suspects décident de le piéger afin de se débarrasser de lui définitivement. Il est alors faussement accusé de meurtre par la police de Monaco et se retrouve fugitif aux yeux de la justice française. Avec l'aide de Lela Forin, directrice financière de la société de production, il doit découvrir qui est derrière ce complot et retrouver Jake Mellows, une star de cinéma, la seule personne qui peut prouver son innocence, avant qu'il ne soit retrouvé et tué... 

## Fiche technique
- Titre original : Quicksand
- Titre français : Un tueur aux trousses
- Titre québécois : Piégé
- Réalisation : John Mackenzie
- Scénario : Timothy Prager
- Production : Jim Reeve, Geoffrey Reeve et Randy Lippert (USA) ; Bernard Mazauric (France)
- Musique : Anthony Marinelli
- Photographie : Walter McGill
- Montage : Graham Walker
- Société de distribution :  First Look Studios, Cinerenta et Artisan Entertainment
- Pays d'origine :  États-Unis
- Langue : anglais
- Format : couleur - 35 mm
- Genre : thriller
- Durée : 95 minutes
- Dates de sortie :
  -  Allemagne : 13 mai 2003 (DVD)
  -  États-Unis : 16 mars 2004 (DVD)
  -  Royaume-Uni : 1er novembre 2004 (DVD)

## Distribution
- Michael Keaton (VF : Bernard Lanneau) : Martin Raikes
- Michael Caine (VF : Dominique Paturel) : Jack Mellows
- Judith Godrèche : Lela Forin
- Rade Šerbedžija : Oleg Butraskaya
- Matthew Marsh : Michel Cote
- Xander Berkeley : Joey Patterson
- Kathleen Wilhoite : Beth Ann
- Rachel Ferjani : Rachel
- Elina Löwensohn : Vannessa
- Clare Thomas : Emma
- Hermione Norris : Sarah
- William Beck : Nicoli
- Jean-Yves Berteloot : Vincent Deschamps
- Jean-Pierre Castaldi : Jean Pillon
- Colin Stinton : Harbinson
- Sebastian Barrio : premier homme français
- Pascal Saint James : deuxième homme français